# Eric Mangold
Eric Mangold (segle XVIII -XIX) fou un pianista i compositor alemany. Se sap que per l'any 1815 vivia a Braunschweig, i posteriorment es traslladà a Halberstadt. publicà sis sonates per a piano sol, sis sonates fàcils per al mateix instrument, sis peces per a piano, a quatre mans; sis marxes per a piano, divuit variacions sobre un aire alemany, la cantata La núvia i l'organista, deu valsos i dues bacanals.